# Brady Leman
Brady Leman (født 16. oktober 1986 ) er en canadisk freestyle skiløber, som konkurrerer i skicross. Han repræsenterede Canada under Vinter-OL 2014 i Sotji, hvor han blev nummer 4.
Han tog guld under Vinter-OL 2018.